# Días festivos en Guinea Ecuatorial
Esta es una lista de días festivos en Guinea Ecuatorial .
- 1 de enero: Día de Año Nuevo.

- 7 de abril: Viernes Santo.

- 1 de mayo: Día del Trabajo.

- 8 de junio: Corpus Christi.[1]

- 5 de junio: Día de los Presidentes.
Cumpleaños del presidente Teodoro Obiang Nguema Mbasogo.[2]

- 3 de agosto: Día de la Libertad.
Se conmemora la fecha en 1979 en la que Teodoro Obiang depuso al dictador Macías Nguema.[3]

- 15 de agosto: Día de la Constitución.
En honor a la Constitución de 1982.[4]

- 12 de octubre: Día de la Independencia de España, en 1968.[5]

- 8 de diciembre: Inmaculada Concepción, festividad católica romana. [6]

- 25 de diciembre: Día de Navidad.